# Европско првенство у атлетици на отвореном 1962 — троскок за мушкарце
Такмичење у троскоку у мушкој конкуренцији на 7. Европском првенству у атлетици 1962. одржано је 13. септембра у Београду на стадиону ЈНА.
Титулу освојену у Стокхолму 1958, одбранио је Јозеф Шмид из Пољске.

## Земље учеснице
Учествовало је 23 такмичара из 13 земаља. 
1. Бугарска (2)
2. Исланд (1)
3. Италија (2)
4. Југославија (1)
5. Немачка (3)
6. Норвешка (1)
7. Пољска (2)
8. Румунија (2)
9. Совјетски Савез (3)
10. Уједињено Краљевство (2)
11. Финска (2)
12. Француска (1)
13. Шпанија (1)

## Рекорди
| Рекорди пре почетка Европског првенства 1962.     | Рекорди пре почетка Европског првенства 1962. | Рекорди пре почетка Европског првенства 1962. | Рекорди пре почетка Европског првенства 1962. | Рекорди пре почетка Европског првенства 1962. | Рекорди пре почетка Европског првенства 1962. |
| ------------------------------------------------- | --------------------------------------------- | --------------------------------------------- | --------------------------------------------- | --------------------------------------------- | --------------------------------------------- |
| Светски рекорд                                    | Јозеф Шмид                                    | Пољска                                        | 17,03                                         | Олштин, Пољска                                | 5. август 1960.                               |
| Европски рекорд                                   | Јозеф Шмид                                    | Пољска                                        | 17,03                                         | Олштин, Пољска                                | 5. август 1960.                               |
| Рекорди европских првенстава                      | Јозеф Шмид                                    | Пољска                                        | 16,43                                         | Стокхолм, Шведска                             | 23. август 1958.                              |
| Рекорди после завршетка Европског првенства 1962. |                                               |                                               |                                               |                                               |                                               |
| Рекорди европских првенстава                      | Јозеф Шмид                                    | Пољска                                        | 16,55                                         | Београд, Југославија                          | 13. септембар 1962.                           |

## Освајачи медаља
|                   |                                   |                                |
| Јозеф Шмид Пољска | Владимир Горјајев Совјетски Савез | Олег Федосејев Совјетски Савез |

## Сатница
| Датум               | Време | Ниво          |
| ------------------- | ----- | ------------- |
| 13. септембар 1962. | -     | Квалификације |
| 13. септембар 1962. | -     | Финале        |

## Квалификациона норма
| 15,50- м |

## Резултати

### Квалификације
| Пласман | Атлетичар           | Земља                | Резултат | Белешке |
| ------- | ------------------- | -------------------- | -------- | ------- |
| 1.      | Јозеф Шмид          | Пољска               | 15,98    | КВ      |
| 2.      | Јан Јасколски       | Пољска               | 15,86    | КВ      |
| 3.      | Манферд Хинце       | Немачка              | 15,79    | ЛРС, КВ |
| 4.      | Вилхјалмур Ејнарсон | Исланд               | 15,76    | ЛРС, КВ |
| 5.      | Олег Федосејев      | СССР                 | 15,68    | КВ      |
| 6.      | Радослав Јоцић      | Југославија          | 15,58    | КВ      |
| 7.      | Владимир Горјајев   | СССР                 | 15,54    | КВ      |
| 8.      | Кари Рахкамо        | Финска               | 15,53    | ЛРС, КВ |
| 9.      | Lyuben Gurgushinov  | Бугарска             | 15,50    | ЛР, КВ  |
| 10.     | Енцо Кавали         | Италија              | 15,48    | ЛР, КВ  |
| 11.     | Ханс-Јирген Рикборн | Немачка              | 15,44    | ЛРС, КВ |
| 12.     | Од Берг             | Норвешка             | 15,40    | КВ      |
| 13.     | Вотолд Крејер       | СССР                 | 15,39    | ЛРС     |
| 14.     | Фред Алсоп          | Уједињено Краљевство | 15,33    | ЛРС     |
| 15.     | Мајк Ралф           | Уједињено Краљевство | 15,31    | ЛР      |
| 16.     | Ерик Батиста        | Француска            | 15,22    | ЛРС     |
| 17.     | Yrjö Tamminen       | Финска               | 15,20    | ЛР      |
| 18.     | Dodyu Patarinski    | Бугарска             | 15,18    | ЛРС     |
| 19.     | Ђузепе Ђентиле      | Италија              | 15,16    | ЛРС     |
| 20.     | Șerban Ciochină     | Румунија             | 15,07    | ЛРС     |
| 21.     | Сорин Јоан          | Румунија             | 15,06    | ЛР      |
| 22.     | Луис Филипе Арета   | Шпанија              | 15,06    | ЛРС     |
| 23.     | Karl Thierfelder    | Немачка              | 14,94    | ЛРС     |

### Финале
| Пласман | Атлетичар           | Земља       | Резултат | Белешке |
| ------- | ------------------- | ----------- | -------- | ------- |
|         | Јозеф Шмид          | Пољска      | 16,55    | РЕП     |
|         | Владимир Горјајев   | СССР        | 16,39    |         |
|         | Олег Федосејев      | СССР        | 16,24    | ЛРС     |
| 4.      | Јан Јасколски       | Пољска      | 16,02    | ЛРС     |
| 5.      | Радослав Јоцић      | Југославија | 15,68    | НР      |
| 6.      | Вилхјалмур Ејнарсон | Исланд      | 15,62    |         |
| 7.      | Од Берг             | Норвешка    | 15,52    | ЛР      |
| 8.      | Lyuben Gurgushinov  | Бугарска    | 15,22    |         |
| 9.      | Ханс-Јирген Рикборн | Немачка     | 15,11    |         |
| 10.     | Енцо Кавали         | Италија     | 15,09    |         |
| 11.     | Кари Рахкамо        | Финска      | 15,09    |         |
| 12.     | Манфред Хинце       | Немачка     | 13,67    |         |